# Pio Donati
Pio Donati (Modena, 18 aprile 1881 – Bruxelles, 19 maggio 1927) è stato un politico e avvocato italiano.

## Biografia
Nacque da Cesare Donati, consigliere del comune di Modena e della Banca Popolare di Modena, e da Carolina Mortara. La famiglia Donati faceva parte della Comunità Ebraica di Modena dal 1606. Fu avvocato e iscritto al Partito Socialista Italiano e poi al Partito Socialista Unitario. Fu deputato al Parlamento dal dicembre del 1919 al dicembre del 1923, eletto nella XXV legislatura del Regno d'Italia e nella XXVI legislatura del Regno d'Italia.
Fu eletto nel consiglio comunale di Modena nel 1920 con 7.091 voti. Nella giunta socialista del Sindaco Ferruccio Teglio fu nominato assessore all'istruzione e Belle Arti e presidente del consiglio di amministrazione della Casa della Carità. Dichiarò al consiglio comunale del 7 aprile 1921 che in una scuola laica non si dovevano insegnare dogmi religiosi o politici e che occorreva "una scuola che preparasse l'alunno a riflettere ed a ragionare, per renderlo capace di formarsi da solo, con lo sviluppo graduale della sua istruzione ed educazione, una coscienza ed un convincimento propri su tutti quei problemi che continuamente agitano l'intera umanità e che rivestono una singolare importanza morale e sociale."
Nei confronti dei nazionalisti dichiarò che "anche noi socialisti sentiamo di avere una Patria nella quale siamo nati e che vogliamo prospera, ma rifiutiamo di ammettere che per amare la Patria nostra si debbano odiare le Patrie degli altri. De resto lo scolaro imparerà assai meglio ad amare la Patria quando essa darà davvero il pane quotidiano da vivere e quello dell'intelletto. In caso diverso nulla potrà evitare che esso in cuor suo odi chi presiede ai destini di una Patria che gli è diventata matrigna".
Amico di Filippo Turati e Claudio Treves, fu il personaggio più eminente del socialismo modenese e il primo bersaglio delle bande fasciste, che cercarono senza riuscirci di farlo uccidere dalla folla. Ogni giorno gruppi di fascisti facevano dimostrazioni sotto le sue finestre, con le grida di «Morte a Donati». Dopo lo scontro a fuoco tra la guardia regia e una squadra di fascisti armati il 26 settembre 1921 che portò alla morte del legionario fiumano Duilio Sinigaglia, lo studio di Pio Donati fu distrutto tre volte. Fu bastonato due volte dai fascisti e fu salvato da amici e da funzionari di pubblica sicurezza che gli erano affezionati.
Cominciò a soffrire di ulcera e dovette lasciare Modena per Milano dove fu ancora minacciato, poi si rifugiò a Bruxelles nell'ottobre del 1926. Morì qui di leucemia fulminante il 19 maggio 1927 all'età di 46 anni e fu sepolto nel cimitero di Etterbeek. Treves gli dedicò un necrologio in uno dei primi numeri del suo giornale «La Libertà», che uscirono listati a lutto. Dopo la prima bastonatura fascista disse al cognato avv. Enzo Levi, padre di Arrigo Levi: «Sono solo ragazzi, non hanno alcuna colpa, subiscono il veleno, ma contro di loro non posso avere malanimo». (tratto dal libro di Arrigo Levi citato in bibliografia)

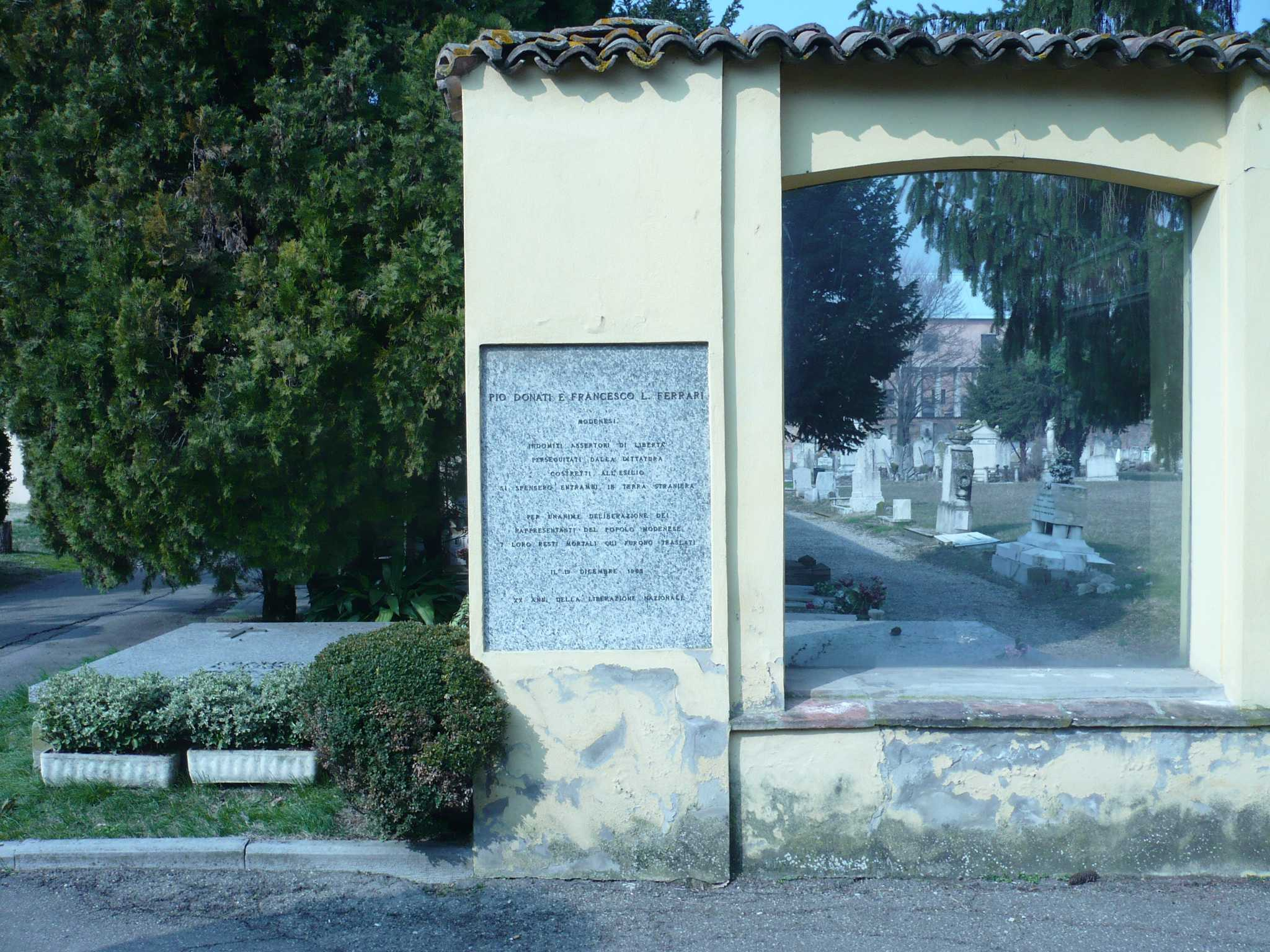
Tombe di Pio Donati a destra e Francesco Luigi Ferrari a sinistra, a Modena

Il 19 dicembre 1963, nel ventesimo anniversario della liberazione, il Comune di Modena decise di traslare le sue spoglie nel Cimitero di San Cataldo a Modena insieme a quelle di Francesco Luigi Ferrari, popolare antifascista morto a Parigi il 2 marzo 1933, seppellendoli uno accanto all'altro nel settore cattolico ed ebraico e separandoli con un vetro simbolico. Il Presidente della Repubblica Giorgio Napolitano visitò le due tombe in forma ufficiale il 19 marzo 2009. A Pio Donati il Comune di Modena ha intitolato una via, così come il Comune di Formigine (Mo) e quello di Fiorano Modenese (Mo). La moglie Ida Donati Formiggini fu pittrice allieva a Torino di Felice Casorati.